# Galloperdix bicalcarata
Galloperdix bicalcarata là một loài chim trong họ Phasianidae.